# Melinoides glomeraria
Melinoides glomeraria är en fjärilsart som beskrevs av Paul Dognin 1900. Melinoides glomeraria ingår i släktet Melinoides och familjen mätare. Inga underarter finns listade i Catalogue of Life.